# Hajdú Miklós (filozófus)
Hajdú Miklós (Pécs, 1957. október 7. – ) filozófus, politológus, önkormányzati képviselő, számos polgári szervezet tagja, országgyűlési képviselőjelölt a 2018-as választásokon a Bács-Kiskun megyei 6. sz. országgyűlési egyéni választókerületben.

## Tanulmányai
A pécsi Széchenyi István Gimnázium és Szakközépiskola járt, majd a Leningrádi Állami Egyetemen (1976-1981) filozófus tanári, az Eötvös Loránd Tudományegyetem Állam-és Jogtudományi Karán (1992-1994) politológus végzettséget szerzett.
A filozófia, etika, politológia tárgyakon kívül 36 éves felsőoktatási tevékenysége során (a bajai Eötvös József Főiskolán 1981-2014 között és a Pécsi Tudományegyetemen 2014-től) tanította az oktatás gazdaságtanát, közgazdaságtant, üzleti etikát és további tárgyakat: munkaerő-piaci képzések és minőségbiztosítási rendszerek a felnőttképzésben, távoktatás, e-learning, vezetéselmélet, programok és pályázatok az EU-ban, projektmenedzsment, szociális munka családokkal, ifjúságpolitika, önkormányzatok és polgári szervezetek, helyi társadalom, helyi hatalom, nyilvánosság és önkormányzatiság, az információs társadalom kihívásai a felnőttképzésben, film- és videokultúra, kultúrdiplomácia, nemzetközi politika elmélet, a szeretet művészete, rádiós- és televíziós ismeretek, könyvkiadás, könyvterjesztés.
Több ízben volt nyertese intézményi tudományos pályázatoknak. Fő kutatási területe a politika és erkölcs kapcsolata (az elit példamutatása) illetve az önkormányzatiság és hatalommegosztás problematikája.

## Közéleti tevékenysége
1996-tól 18 évig volt iskolafenntartó alapítvány kuratóriumának elnöke (Partitúra Alapítvány), 2001-től 10 évig több polgári szervezet szövetségének elnöke (Bácskai Civil Szervezetek Szövetsége), dolgozott kosárlabda egyesület ügyvezető elnökeként is (Bajai Bácska Női Kosárlabda Egyesület). 15 éven át vezette a városi filmklubot. Aktív részese volt szervezőként éveken át a Budapest-Baja Hosszú távú Evezősversenynek.
1992-94 között a Bácskai Napló, majd az AZ ÚJSÁG felelős szerkesztője volt.
Jelenlegi tisztségei:
- 1994 óta önkormányzati képviselő, 2002 óta frakcióvezető
- 1990 óta a TIT Bácskai Egyesületének elnöke, melynek keretében 2006 óta működik sikeresen a Nyugdíjas Szabadegyetem
- az Eötvös Művelődési Egyesület titkára
- a Gemenc Néptánc Egyesület elnöke
- az utóbbi években aktív részese szervezőként a Bajai Művésztelepnek
- több közalapítvány kuratóriumi tagja
- számos civil szervezet tagja

## Politikai szerepvállalása
- 1989-ben a Magyar Szocialista Párt alapító tagja.
- 2013. január 31. – Baja város testületi ülés után Hajdú Miklós az ellenzéki Összefogás Bajáért frakció vezetője értékelt, de reményeink szerint jövő hét elején a városvezetésből is nyilatkozik majd valaki.[3]
- 2015. január 27. – Baja Sajtótájékoztatót tartott Hajdú Miklós. "A Kormány hosszútávú terveiben sem találni a Baja számára létfontosságú elkerülő és csatlakozó utakat."[4]
- 2015. február 26. – Baja Képviselő testületi ülésről beszámolt.[5]
- 2015. május 28-i ülésén gyermekjóléti és gyermekvédelmi feladatok ellátása kapcsán vitázott bajai képviselő-testületi ülésen.[6]
- 2017-ben tett javaslata költségvetéshez az ivóvízhelyzettel kapcsolatos biztonsági alap (300-400 millió) létrehozását kezdeményezte.[7]
- 2017 szeptemberében szóvá tette a közterületen lévő parlagfű irtás elmaradását, amit lejárató célú visszavágás követett[8]
- 2017-ben Hajdú Miklós kezdeményezésére rendkívüli testületi ülést hívtak össze. „Semmi nincs rendben az ivóvízfelújítási programmal, azonnali tájékoztatás kell a kudarc okairól és a megoldásról a város lakóinak!”"[9]
- 2018-ban Sikeres Bajáért Egyesület frakcióvezetőjeként tartott sajtótájékoztatót, mert nem módosultak a tűzifaosztás szabályai.[10]

## Családja
Feleségével, Klárával, aki tanító végzettségű 1983-ban kötöttek házasságot. Öt gyermekük van: Lívia (1983), Csilla (1985), Bence (1987), Zsófia (1992), és Lili (1996). Mindegyik gyermekük egyetemet végzett vagy végez hamarosan. Három unokájuk van.

## Kitüntetései
- Bács-Kiskun Megye Tudományáért Díj (2005)